# Nlong (Awaé)
Pour les articles homonymes, voir Nlong.
Nkolnguet  est une localité de la Région du Centre au Cameroun, localisée dans la commune d'Awaé et le département de la Méfou-et-Afamba.

## Population
En 1965 Nkolnguet comptait 361 habitants, principalement des Bamvele.
Lors du recensement de 2005, ce nombre s'élevait à 1 026.